# Černíkov
Černíkov är en ort i Tjeckien.   Den ligger i regionen Plzeň, i den västra delen av landet, 120 km sydväst om huvudstaden Prag. Černíkov ligger 505 meter över havet och antalet invånare är 327.
Terrängen runt Černíkov är huvudsakligen kuperad, men norrut är den platt. Runt Černíkov är det ganska glesbefolkat, med 28 invånare per kvadratkilometer. Närmaste större samhälle är Klatovy, 12,3 km öster om Černíkov. I omgivningarna runt Černíkov växer i huvudsak blandskog.